# 大阪市を廃止し特別区を設置することについての投票
大阪市を廃止し特別区を設置することについての投票（おおさかしをはいししとくべつくをせっちすることについてのとうひょう）は、2020年11月1日に大阪市で投開票が行われた住民投票である。大阪市選挙管理委員会での略称は大阪市廃止・特別区設置住民投票。政令指定都市である大阪市を廃止し4つの特別区を設置する、所謂大阪都構想の実現の是非が問われたが反対多数となったため、2015年の前回の投票に引き続き否決となった。

## 概要
|          | 特別区                                                 | 行政区   | 面積      | 人口 |
| 淀川区   | 東淀川区、淀川区、西淀川区、此花区、港区               | 67.28km2 | 604,104人 |      |
| 北区     | 北区、福島区、都島区、旭区、城東区、鶴見区、東成区     | 48.5km2  | 798,075人 |      |
| 中央区   | 中央区、西区、浪速区、西成区、大正区、住吉区、住之江区 | 65.35km2 | 750,441人 |      |
| 天王寺区 | 天王寺区、阿倍野区、生野区、東住吉区、平野区           | 44.22km2 | 641,978人 |      |

大阪維新の会が実現を目指して掲げている構想である「大阪都構想」の賛否を問う住民投票。この都構想案は2025年1月に今の大阪市を廃止して、現在ある24の行政区を「淀川区」「北区」「中央区」「天王寺区」の4つの特別区に再編、大阪市長ならびに大阪市議会を廃止し、各特別区に区長・区議会を設置。特別区庁舎は新設せず、既存の市役所本庁舎と区役所を活用し、大阪府は特別区設置から10年間、各特別区に毎年20億円ずつ配分。大阪市の仕事のうち教育や福祉などを特別区に、都市計画やインフラ整備といった広域行政を府に移すと定めている。現在ある24の行政区は「地域自治区」として残り、窓口サービスを維持するとしていた。
2020年8月28日に大阪府議会が、9月3日に大阪市議会で特別区設置協定書が賛成多数で承認されことに伴い、大都市地域における特別区の設置に関する法律に基づき、9月4日に大阪市選挙管理委員会に通知。9月4日から60日以内にあたる11月3日までに住民投票が実施されることになった。
9月7日、大阪市選挙管理委員会は10月12日を告示、11月1日を投開票とする日程を決定。衆院選が10月中に行われる場合は、前倒しすることとなっていたが、衆議院が解散されなかったため、予定通りの日程で実施することとなった。
前回（2015年）の住民投票とは異なり、投票名称や投票用紙に「大阪市を廃止する」ことが明記された。10月12日時点で選挙人名簿登録者数は223万6504人。
前回政党として反対の意思表示を示していた公明党は賛成に転じ、大阪維新の会と合同で街頭演説を行った。また、反対多数の場合は維新の会代表の松井一郎大阪市長は政界を引退することを表明していた。住民投票で賛成が上回っても現行法では「大阪都」に名称変更はできず、松井大阪市長等は、法改正を求めた上で名称変更の是非を問う大阪府民向けの住民投票を2023年に行うことを表明していた。

### 投票の方法と賛否の決定
大阪市を廃止し特別区を設置することに賛成の場合は賛成と記入する。大阪市を廃止し特別区を設置することに反対の場合は反対と記入する。賛成、反対は平仮名またはカタカナで記入しても有効となる。
大都市地域における特別区の設置に関する法律および公職選挙法に基づき、投票率や投票者数に関係なく投票は成立する。賛成投票数が有効投票数の過半数の場合には大阪市が廃止され4つの特別区が設置される。反対投票数が有効投票数の過半数の場合および賛成投票数と反対投票数が同数の場合には大阪市が存続し特別区は設置されない。

## 住民投票データ

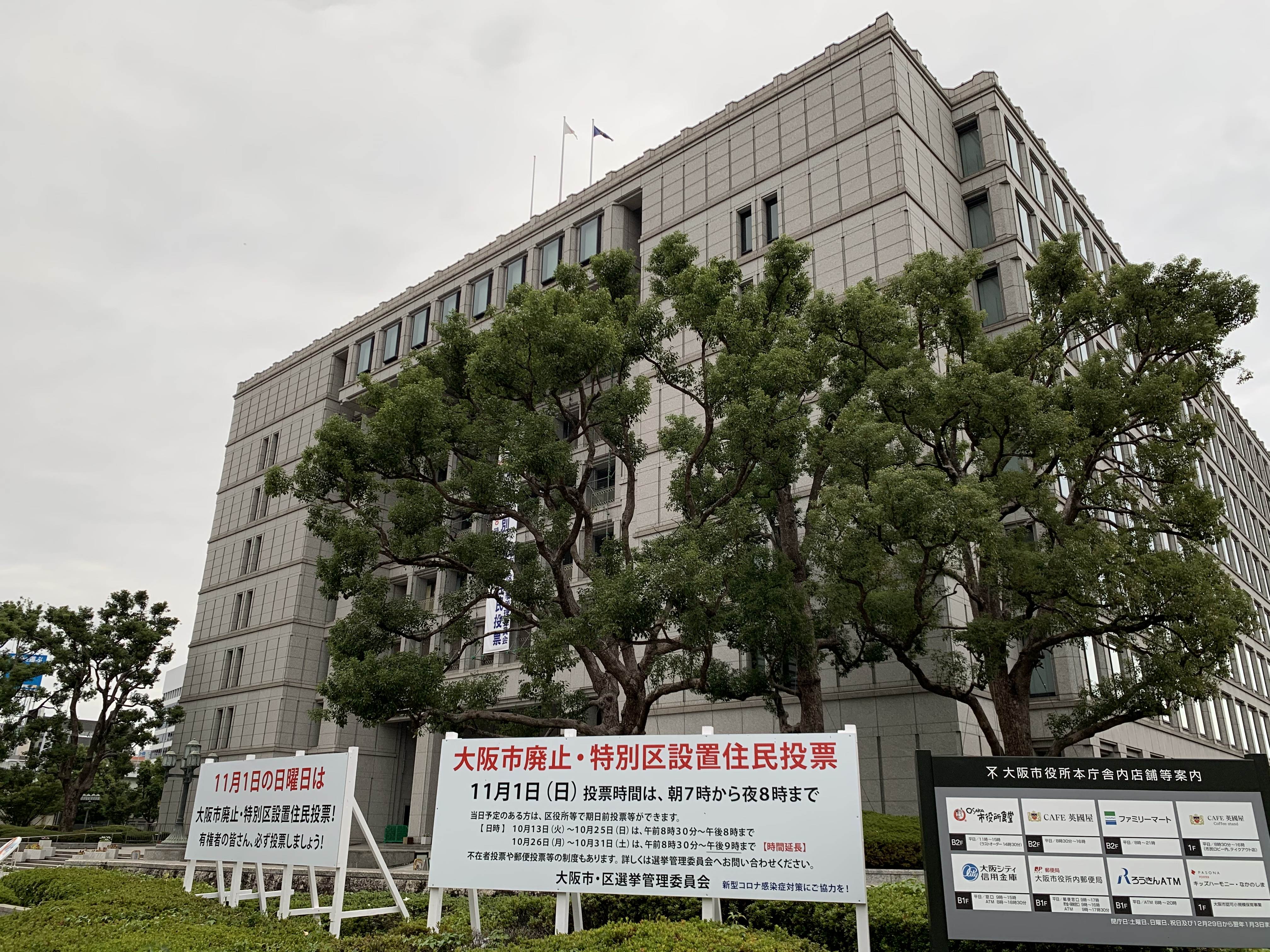
大阪市役所（2020年11月1日）

### 選挙日程
- 告示日：2020年（令和2年）10月12日
- 投票日：2020年（令和2年）11月1日（即日開票）
  - 期日前投票・不在者投票は2020年（令和2年）10月13日より開始。10月25日までは投票時間は8時30分から20時だが、10月26日から10月31日は21時まで延長。

### 選挙権
大阪市の住民基本台帳に記載されている日本国民の方で、次の要件に該当する者
1. 2002年（平成14年）9月2日までに生まれた者
2. 2020年（令和2年）6月1日までに大阪市内へ転入し、その届出をした者
  - 2015年（平成27年）6月17日に成立した公職選挙法改正により、前回投票とは異なり、選挙権が20歳以上から18歳以上に引き下げられている。

### キャッチコピー
行こう!投票選挙管理委員会
さぁ、あたらしい大阪をともに大阪維新の会
さぁ大阪都構想の実現へ。都構想賛成!公明党大阪府本部
日本から大阪市がなくなる。それを阻止できる最後の日。自由民主党大阪府支部連合会

### 啓発活動
大阪市選挙管理委員会では投票を呼び掛けるポスターなどにヒョウの写真を起用し、啓発カー「行こう!投ヒョウ号」と称した啓発カーで巡回作業等を行った。

### 各政党・各団体のスタンス
賛成派
- 賛成派の政党：日本維新の会（大阪維新の会）、公明党大阪府本部、自由民主党大阪府支部連合会所属の一部の大阪府議会議員・大阪市外の市町村議会議員[8]
- 賛成派の各団体：大阪創価学会[9]

反対派
- 反対派の政党[10]：自由民主党大阪府支部連合会（前述の議員を除く）、立憲民主党大阪府連合、日本共産党大阪府委員会、社会民主党大阪府連合、れいわ新選組
- 反対派の各団体：連合大阪[11]、リアルオーサカ（田中誠太らが設立した市民団体）[12]、障害者の自立と完全参加をめざす大阪連絡会議[13]

その他・中立
- 国民民主党では玉木雄一郎代表が「私やわが党所属の議員自身が賛否を正確に評価できるような状況にない」などと述べ態度を明確にしなかった[14]。一方、党代表代行の前原誠司は地方分権に関する勉強会「新しい国のかたち協議会」を維新の議員と設立して、その中で都構想に対して賛成を表明した[15]。
- 経済界は都構想に対し、政治的対立が前面に出ていることから積極的な関与を避けた[16]。関西経済連合会の松本正義会長（住友電気工業会長）は「市民が誤りなく投票するためのデータは、正確で正直なものでなくてはならない。本当に機能するのか裏付けが必要だ」と指摘した[17]上で賛否については「経済団体がとやかく言うことではない。市民の思いが重要だ」と述べるにとどめた[18]。大阪商工会議所の尾崎裕会頭（大阪ガス会長）は「メリットもデメリットもあるだろうが、どのような制度になっても、大阪をどう発展させるかを考えることが重要だ」とした上で「二重行政は国などのレベルでもある。（都構想によって）あまり劇的に改善しないのでは」と指摘した[19]。

### 住民投票での出来事
- 大阪市主催の住民投票の説明会は前回の2015年には39回開かれたのに対し、今回は新型コロナウイルスの影響で8回に縮小し、他はオンライン説明会などで対応する方針を取った。説明会では前回は反対派も含めた各政党の主張をまとめたチラシを配ったが今回は見送られたほか、公明党が賛成に転じたため、「議会の多数派が決めた内容に沿った説明」（松井一郎市長）などとして終始、メリットばかりを強調する内容となった。説明会でデメリットについて問われた松井は特別区の設置コスト（初期費用で約240億円）を挙げたが「先行投資だ」と主張し、参加者からは「デメリットの説明がない」との不満が相次いだ[20][21][22]。また、市は住民説明会の動画をインターネット上で公開していたが、告示後には動画が削除され、松井は削除の理由について「政治的に役所を使っていると捉えられるのは本意ではない」などと説明した[23]。

- 大阪市が市内全戸に配付している広報紙に記載した大阪都構想の説明に対しては、専門家である市の特別参与から「広報というより広告」「バラ色の表現は避けたほうがいい」との指摘を繰り返し受け、市が何度も修正していた。行政側の広報姿勢に対しては、8月26日の議会で自民市議が「広報紙は政党の広告になっている。両論を併記するのが基本ではないのか」と質問したのに対し、副首都推進局局長は「政治問題の一面はあるが、市として進める政策で、効果があると説明するのは当然」と述べ、問題ないとの認識を示した[24][25][26]。さらに、9月29日には推進局が8月18日に開いた会議において、特別参与が「かなり（推進）一方に偏った内容になっている」と指摘したのに対し、推進局の広報・調整担当課長が「われわれとしては賛成に誘導するために、あくまでも市役所としての市政広報でありますので、市長の方針もありますし、それを踏まえた議論の集大成として、短い動画に表した」などと発言していたことが明らかとなり、自民市議団が公務員の政治活動を制限する地方公務員法に抵触するとして、松井市長に抗議文を提出。松井は「市が都構想を推進する立場で広報を行うのは当然だ」とする一方で、「『誘導』という言葉は政治的行為と取られかねず、不適切だ」として、課長に厳重注意したことを明らかにした[27][28][29]。
  - この広報紙については、住民投票後の2021年1月、市民グループが「賛成意見のみを取り上げており、制度案の分かりやすい説明を義務付ける大都市地域特別区設置法（大都市法）に違反している」と主張し、松井市長らに作製費などを市に返還させるよう求める住民訴訟を行った[30]。2022年8月1日の地裁判決では、「客観的かつ中立的な説明ではない」と認めた一方、「大都市法の規定は特別区の設置を推進する立場にある市長に、客観的、中立的な説明を義務付けるものとは言いがたい」と指摘して重大な違法は認められないとし、請求を棄却した[31]。

- 住民投票は通常の選挙と異なり、テレビCMの放映やポスターの枚数に対して公職選挙法上での制限がほぼない。そのため、前回の2015年の住民投票では政党交付金を原資に約4億円の広報費をつぎ込んだ[32][33]維新の会は今回も約4億円を確保し、これは他党と比べて桁違いに多い額だった[34]。反対から賛成に回った公明党は1000万円程度、反対の立場の自民党は前回より数千万円少ない約5000万円、共産党は前回並みの約6000万円を見込んだ[34][35]。自民党は所属議員からのカンパや党員からの寄付で急場をしのぐなど、資金面の体力差が浮き彫りとなった[36]。

- 9月上旬に頒布された無料の子育て情報誌「まみたん10月号」に、大阪都構想のPRなどが記された大阪維新の会の広告が発行会社の規定に反して掲載されていたため、市が回収を要請した。発行会社は情報誌に市のお知らせなどを掲載する代わりに、市が配布に協力する包括連携協定を締結しており、公共施設で配布されることから政党の広告は掲載しないと両者で確認していた[37]。

- 9月15日に大阪維新の会が発行したチラシには、「特別区になると、消防車の到着時間は早くなる」と記載されたが、大阪市消防局は「特別区の設置時点では、消防体制もエリアも変わらないため、現着時間が変化することはない」とこれを否定。維新の松井一郎代表は「我々は（防災力強化を地方選で）公約に掲げているので、飛躍とまでは言えないんじゃないの」と釈明した[38]。

- 大阪維新の会がアメリカ村の商店主らでつくる「アメリカ村の会」に依頼し、10月1日に「都構想にYESを。変えるぜ、大阪。」などと書いた旗が街路灯に設置された。これについて道路法で必要な申請をしていなかったほか、政治的な広告は許可対象でもないことから、市建設局が2日に口頭で指導したが撤去されなかったため5日に再度指導した。7日に松井はアメリカ村の会の提案で維新から設置費用を払ったと説明し、「政治的でよくなかった」述べ、アメリカ村の会も旗を撤去する意向を示した[39][40][41]。

#### 特別区設置を巡るコスト試算
- 10月26日、大阪市を単純に四つの自治体に分割した場合、標準的な行政サービスを実施するために毎年必要なコストである「基準財政需要額」の合計が、現在よりも約218億円増えるとする市財政局の試算を毎日新聞などが報じ、毎日新聞はこの中で特別区では消防などの事務が府に移管されるため、行政コストの差額は218億円からは縮小し、最終的には200億円程度になるとみられると記載した[42][43]。この「基準財政需要額」を巡っては自民が副首都推進局に資料の作成を求めてきたが法定協で多数派を占める大阪維新の会などが応じず実現しなかったもので[44]、松井は試算について市財政局から報告を受けていなかったとした上で「計算方法がそもそもないのだから、比較対象にならない」と述べた[45]。29日には市財政局の局長が記者会見を開き、松井市長から厳重注意を受けたとしたうえで「218億円は虚偽と認識した」と述べ試算を撤回した。試算は人口減の要素に限定し、それ以外の要素を加味しなかったために市長から「架空の数字」と指摘されたとされ、このような経緯を「捏造」とすることに報道陣からは疑問視する質問が相次いだが、局長は「当初はスケールメリットの参考になると思って算定したが、市長の指摘を受けて捏造だと認識した」として自身に非があると述べた[46][47][48]。また、局長は「行き過ぎた取材というのはない」としつつもデータを試算した職員が日本経済新聞記者の取材に対し「記者の熱量にプレッシャーを感じて情報提供した」として「私としては記者に誘導されたと考えている」と述べ、報道陣が反発する一幕もあった[49]。同日の会見前の衆議院本会議代表質問では日本維新の会幹事長の馬場伸幸が「毎日新聞の大誤報」などと述べたが、これに対し同紙は代表質問後に市が一転して説明を変えたものであり、極めて遺憾と述べた[50]。市が試算を撤回したことを受け自民府連の多賀谷俊史幹事長は「市が捏造と発表したので、もう218億という数字は使わない」と話した上で、「市の分割で行政コストが上がるということは、引き続き訴えていく」と述べた[51]。

- 上記の財政試算を巡っては、毎日新聞大阪本社の記者が財政局幹部に記事掲載前に内容確認のため原稿を見せていたが、住民投票否決後に維新市議から関連文書の開示を求められた際、財政局長らは原稿の一部を破棄していたことが11月18日に明らかとなった[52]。市は12月24日付で原稿を公文書と認識しながら廃棄した事や、住民投票に影響する試算を市長らの決裁を受けずに提供した事を理由に財政局幹部3人を減給10%の懲戒処分とした[53][54]。一方で松井市長が「恣意的な捏造だ」などと批判していた試算そのものについては、市人事室は「試算は理論値で、捏造に当たらない」と述べ、弁護士3人でつくる市人事監察委員会からも「捏造には当たらない」との見解を得たと説明。また、「提供の時期が違えば問題になることはなかった」と説明した。松井は「政令市を四つの自治体に分けた前例はないし、計算手法もないので捏造と言った。ただ、役所としては仮定の数字として出したものだから数字自体は捏造ではないという判断だ」と述べた[55][56]。大阪府警は2021年7月16日、公用文書毀棄容疑で当時の市財政局幹部ら3人を書類送検した[57]。

## 投票結果
| 大阪市特別区設置住民投票 | 大阪市特別区設置住民投票 | 大阪市特別区設置住民投票 |
| 賛 否                    | 得票数                   | 得票率                   |
| ------------------------ | ------------------------ | ------------------------ |
| 反対                     | 692,996                  | 50.6%                    |
| 賛成                     | 675,829                  | 49.4%                    |
| 総計                     | 1,368,825                | 100.0%                   |
| 有効票数（有効率）       | 1,368,825                | 99.53%                   |
| 無効票数（無効率）       | 6,488                    | 0.47%                    |
| 投票者数（投票率）       | 1,375,313                | 62.35%                   |
| 棄権者数（棄権率）       | 830,417                  | 37.65%                   |
| 有権者数                 | 2,205,730                | 100.0%                   |
| 出典: NHK                |                          |                          |

この節の出典=
| 区名     | 有権者数  | 賛成票数 | 賛成率 | 反対票数 | 反対率 | 投票者数  | 投票率  | 有効票数  | 区割り案 |
| -------- | --------- | -------- | ------ | -------- | ------ | --------- | ------- | --------- | -------- |
| 大阪市計 | 2,205,730 | 675,829  | 49.4 % | 692,996  | 50.6 % | 1,375,313 | 62.35 % | 1,368,825 | -        |
| 北区     | 108,914   | 38,207   | 56.3 % | 29,689   | 43.7 % | 68,179    | 62.60 % | 67,896    | 北区     |
| 都島区   | 86,332    | 29,758   | 52.6 % | 26,805   | 47.4 % | 56,773    | 65.76 % | 56,563    | 北区     |
| 福島区   | 63,570    | 22,017   | 53.7 % | 19,007   | 46.3 % | 41,185    | 64.79 % | 41,024    | 北区     |
| 此花区   | 54,302    | 15,741   | 46.8 % | 17,866   | 53.2 % | 33,770    | 62.19 % | 33,607    | 淀川区   |
| 中央区   | 81,945    | 24,766   | 51.0 % | 23,814   | 49.0 % | 48,798    | 59.55 % | 48,580    | 中央区   |
| 西区     | 82,132    | 26,824   | 53.8 % | 23,026   | 46.2 % | 50,075    | 60.97 % | 49,850    | 中央区   |
| 港区     | 66,677    | 18,491   | 43.0 % | 24,527   | 57.0 % | 43,208    | 64.80 % | 43,018    | 淀川区   |
| 大正区   | 54,058    | 15,911   | 46.5 % | 18,278   | 53.5 % | 34,334    | 63.51 % | 34,189    | 中央区   |
| 天王寺区 | 60,918    | 20,042   | 47.8 % | 21,853   | 52.2 % | 42,089    | 69.09 % | 41,895    | 天王寺区 |
| 浪速区   | 53,605    | 13,294   | 51.7 % | 12,435   | 48.3 % | 25,816    | 48.16 % | 25,729    | 中央区   |
| 西淀川区 | 78,626    | 22,971   | 47.4 % | 25,511   | 52.6 % | 48,730    | 61.98 % | 48,482    | 淀川区   |
| 淀川区   | 147,927   | 47,415   | 55.1 % | 38,688   | 44.9 % | 86,533    | 58.50 % | 86,103    | 淀川区   |
| 東淀川区 | 142,532   | 40,862   | 50.3 % | 40,375   | 49.7 % | 81,645    | 57.28 % | 81,237    | 淀川区   |
| 東成区   | 65,728    | 20,771   | 49.6 % | 21,102   | 50.4 % | 42,071    | 64.01 % | 41,873    | 北区     |
| 生野区   | 85,380    | 24,142   | 48.1 % | 26,085   | 51.9 % | 50,461    | 59.10 % | 50,227    | 天王寺区 |
| 旭区     | 75,537    | 23,123   | 47.2 % | 25,894   | 52.8 % | 49,247    | 65.20 % | 49,017    | 北区     |
| 城東区   | 139,191   | 46,976   | 50.5 % | 46,121   | 49.5 % | 93,514    | 67.18 % | 93,097    | 北区     |
| 鶴見区   | 90,002    | 29,842   | 51.1 % | 28,555   | 48.9 % | 58,692    | 65.21 % | 58,397    | 北区     |
| 阿倍野区 | 89,539    | 28,578   | 45.1 % | 34,814   | 54.9 % | 63,700    | 71.14 % | 63,392    | 天王寺区 |
| 住之江区 | 100,154   | 31,150   | 48.7 % | 32,838   | 51.3 % | 64,305    | 64.21 % | 63,988    | 中央区   |
| 住吉区   | 126,173   | 36,242   | 45.0 % | 44,287   | 55.0 % | 80,923    | 64.14 % | 80,529    | 中央区   |
| 東住吉区 | 109,054   | 32,404   | 47.3 % | 36,098   | 52.7 % | 68,848    | 63.13 % | 68,502    | 天王寺区 |
| 平野区   | 158,067   | 43,930   | 45.6 % | 52,307   | 54.4 % | 96,757    | 61.21 % | 96,237    | 天王寺区 |
| 西成区   | 85,367    | 22,372   | 49.3 % | 23,021   | 50.7 % | 45,660    | 53.49 % | 45,393    | 中央区   |

### 結果
維新は支持層の9割を賛成で固めた一方、前回大阪都構想に反対し、賛成に転じた公明党は前回よりは賛成が増えたものの、支持層が賛成・反対でほぼ2分された。反対した政党では自民党支持層は賛成4割、反対6割前後と割れた一方、共産党は支持層の9割強を、立憲民主党は8割強を反対で固めた。無党派層は6割が反対し、前回より反対傾向が顕著となった。年代別では10代・20代と50代で賛否が拮抗し、30代、40代は賛成が多く、60代と70代以上は反対が上回った。男女別では女性の方が反対する人が多かった。NHKの調査では大阪維新の会による行政運営を「ある程度評価する」と答えた人の4割強が反対に投じたほか、毎日新聞などの調査では吉村知事を支持すると答えた人の3割強が反対しており、維新行政への評価と都構想への賛否が必ずしも一致しない結果となった。地域別では旭区以外を除いて北部で賛成が多く、南部で反対が多い。

### 前回との相違
前回の2015年の時は、24区のうち賛成多数が11区、反対多数が13区であった。今回の投票では東成区が前回の賛成多数（賛成が22票多い）から反対多数（反対が331票多い）になったほかは区ごとの賛否には変動がなく、賛成多数が10区、反対多数が14区となった。

## 選挙後
今回の結果を受けて、松井一郎・吉村洋文らは記者会見。松井は「敗因は僕の力不足だ。政治家としての任期は終了します」と述べ、2023年の大阪市長の任期満了に伴い、政界を引退する意向を表明。吉村は「政治家として、都構想に挑戦することはない」と言明した。
自民党では府議団幹事長の原田亮（箕面市・豊能郡選出）ら一部の府議が賛成の意向を示し、府連内で対立した経緯があり、原田は否決後の11月13日に幹事長を辞任する意向を示した。公明党は11月14日に佐藤茂樹衆議院議員が党府連代表の職を退任した。
一方、11月5日には松井が「都構想の代案」として府・市の広域行政の一元化に関する条例案を2021年2月の市議会に提出する考えを示した。翌6日には吉村も記者会見を行い、「都構想は1ポイント差（の得票率）で否決された。約半数の賛成派の声を尊重することも大事だ」などと主張し、条例を用いて都構想と同様に市が受け持つ広域事務を府に一元化し、その財源も府に移す考えを示した。

## 選挙特別番組
いずれも投票日当日（2020年11月1日）の放送。

### テレビ
地上波
- Mr.サンデー（フジテレビ・関西テレビ（カンテレ）共同制作、FNN系列全国ネット）
  - 橋下徹が総括。
- 大阪の決断再び“都構想”住民投票の行方（読売テレビ（YTV）、関西ローカル）
  - 20:54から中谷しのぶと高岡達之で解説
- 大阪・住民投票　開票速報（朝日放送テレビ（ABC）、関西ローカル）
  - 22:55から放送
- NHKニュース
  - 21:49の「NHKスペシャル」放送終了から予定（22:50）を延長して23:30まで全国放送